# The Revölution by Night
The Revölution by Night è il nono album in studio della hard rock band Blue Öyster Cult, pubblicato nel 1983.

## Tracce
1. Take Me Away – 4:31 –  (Eric Bloom, Aldo Nova)
2. Eyes on Fire – 3:56 –  (Gregg Winter)
3. Shooting Shark – 7:09 –  (Donald Roeser, Patti Smith)
4. Veins – 3:59 –  (Roeser, Richard Meltzer)
5. Shadow of California  – 5:10 –  (Joe Bouchard, Neal Smith, Sandy Pearlman)
6. Feel the Thunder – 5:48 –  (Bloom)
7. Let Go – 3:28 –  (Bloom, Roeser, Ian Hunter)
8. Dragon Lady – 4:08 –  (Roeser, Broadway Blotto)
9. Light Years of Love – 4:05 –  (Bouchard, Helen Robbins)

## Formazione
- Eric Bloom — voce, chitarra
- Donald Roeser — Chitarra
- Allen Lanier — Tastiere, chitarra
- Joe Bouchard — Basso
- Rick Downey — Batteria

## Membri esterni
- Aldo Nova — Chitarra
- Neal Smith – Batteria
- Randy Jackson – Basso